# Aleister Crowley
Aleister Crowley (IPA: [ælɪstər ˈkroʊli]; született: Edward Alexander Crowley) (1875. október 12. – 1947. december 1.), Master Therion. Angol okkultista, mágus, író, költő és hegymászó. Fontos tagja volt több okkult szervezetnek, többek között az Arany Hajnal (Golden Dawn), az Argenteum Astrum (A∴A∴) és az Ordo Templi Orientis (O.T.O.) társaságoknak. Leginkább mágikus írásai révén vált ismertté, főként a Liber AL vel Legis – A Törvény Könyve cíművel, mely a Thelema szent írása. Már életében hírhedtté vált, a világ leggonoszabb embere címmel illették s gyakran vált a média támadásainak célpontjává.
Az említettek mellett ismeretes még sakkjátékosként, festőként, asztrológusként, hedonistaként és a társadalom kritikusaként.

## Életének állomásai

### Fiatalkora
Crowley Spában (Warwickshire, Anglia) született 1875-ben egy jómódú családban.
Apja, Edward Crowley, mérnöknek tanult, ám Aleister bevallása szerint soha nem dolgozott szakmája szerint. A jól működő családi sörgyár azonban lehetővé tette számára, hogy visszavonuljon az ő megszületése előtt. Visszavonulása után prédikátor lett, járta az országot és vallásos röpiratokat készített. Apja vállalkozásán keresztül ismerkedett meg Aubrey Beardsley-vel, akinek a művészete jelentős hatást gyakorolt rá. Anyja, Emily Bertha Bishop, devoni és somerseti családból származott. Mindkét szülője a fundamentalista Plymouth Brethren nevű keresztény közösség híve volt.
Ebben az elszigetelt közösségben nőtt fel, fanatikus szülei csak hasonló hitű szülők gyerekeivel engedték játszani. A szigorú és puritán keresztény életmód hatására felnőttként hevesen kritizálta a kereszténységet, főleg annak dogmatikus etikáját, a személyi szabadságot korlátozó parancsolatokat. Vallomásaiban romlottnak és képmutatónak nevezi a keresztény etikát, mert bár a jóságot hirdeti, mindenre kiterjedő dogmatikája rabszolgává teszi az embert.
1880-ban húga született, Grace Mary Elizabeth, de mindössze öt órát élt. Szülei odahívták, hogy nézze meg a holttestet, ő maga így írt erről (harmadik személyben):
"Az eset érdekes hatás gyakorolt rá. Nem értette, miért kellett őt zavarni ilyen értelmetlen dologgal. Nem tehetett semmit, a gyerek halott volt. Ez a hozzáállás egész életén végigkísérte. Apjáén kívül egyetlen temetésre sem ment el, de azt nem bánta, mivel úgy érezte, ő van igazából az érdeklődés középpontjában."
Apja 1887. tavaszán gégerákban hunyt el. Ez fordulópontot jelentett életében, ezentúl már első személyben írt magáról vallomásaiban. Szeretett apja halála után folyamatosan eltávolodott keresztény neveltetésétől, anyja vallási szigora sem tartotta vissza, sőt inkább provokálta szkepticizmusát. Egyre gyakrabban használta immár maga is Vadállat jelzőt (anyja nyomán), és tagadta, hogy a világ „legérdekesebb és -élvezetesebb” tevékenységei bűnösek lennének.
Szembeszegült neveltetésének keresztény erkölcsével, dohányzott, önkielégítést végzett és prostituáltakkal létesített nemi kapcsolatot, akiktől aztán gonorrhoeát kapott.

#### Egyetem
1895-ben beiratkozott a cambridge-i Trinity College-be. Eredetileg etikát tanult volna a filozófia karon, ám személyi tanítója ajánlására az angol irodalmat választotta. Az itt eltöltött három év különösen boldognak számított, részben az apjától örökül maradt jelentős vagyon miatt. Az egyetemen végül szakított az anglikán egyházzal, belsőleg legalábbis:
"Az Anglikán Egyház mindig is [...] szűk látókörű zsarnokságnak tetszett, utálatosabb, mint a Plymouth Brethren; kevésbé logikus és sokkal képmutatóbb. Mikor felfedeztem, hogy a mise kötelező, azonnal visszaütöttem. A dékán-helyettes azonnal megszólt, amiért nem vettem részt a misén, amit semmiképp nem lettem volna hajlandó megtenni, hisz koránkeléssel járt. Azzal a kifogással mentettem ki magam, hogy a Plymouth Brethren szellemiségében neveltek. A dékán megkért, hogy alkalomadtán látogassam meg, hogy megbeszéljük a dolgot, én pedig voltam annyira arcátlan, hogy a következőt írjam vissza: »A mag, mit apám elültetett s anyám könnyei áztattak, túl szívós termés ahhoz, hogy akár az Ön ékesszólása vagy tanítása felforgassa.«"
A fiatal egyetemista 1896 decemberében határozott úgy, hogy az okkultizmus és miszticizmus útját választja, bár az eseményről, mely erre sarkallta, nagyon keveset árult el. A következő évben elkezdett alkimistáktól és mágusoktól olvasni különböző könyveket az okkultizmusról és mágiáról. Lawrence Sutin életrajzíró ezt a sarkalatos pontot első homoszexuális élményeként azonosítja, egy tapasztalat, mely "kapcsolatba hozta egy belső istennel". Az év során egyre inkább arra az elhatározásra jutott, hogy a világi törekvések hiábavalóak. Sakkozói karrierjének hirtelen leállása is ezen elgondolással magyarázható. Októberben egy rövid betegség hatására a halandóság és "minden emberi erőfeszítés hiábavalósága" (vagy legalábbis a diplomáciai karrieré, melyet tervezett) is felvetődött benne.
Egy évvel később kiadta első verses kötetét (Aceldama), otthagyta az egyetemet és megismerkedett Julian L. Bakerrel (Frater D.A.), aki bevezette az Arany Hajnal nevű titkos társaságba.
Kicsapongó nemi életet élt, főleg prostituáltakkal és a helyi kocsmákban felszedett lányokkal, de néha férfiakkal is folytatott kapcsolatot. A szexuális mágia gyakori részévé vált későbbi okkult tevékenységének, férfiakkal és nőkkel egyaránt végzett ilyen rítusokat. Sutin megemlíti Crowley komoly kapcsolatát Herbert Charles Pollittal, akit 1897-ben Cambridge-ben ismert meg. Pollitt nem rendelkezett partnerének okkult hajlamával, és ezért szakadt meg a kapcsolat. Később így emlékezett az esetre:"Megmondtam neki, hogy én az életemet a vallásnak szenteltem, és ő nem talált bele ebbe a mintába. Immár tudom, mennyire ostoba voltam, mert hiba és gyengeség megtagadni a személyiségünk egy részét."
Biszexuális hajlamát nem fedhette fel, hisz abban az időben a brit törvények büntették a homoszexualitást. Oscar Wilde pere első egyetemi évében történt. Bár The World's Tragedy című drámájának bevezetőjébe írt két oldalt a "szodómiáról" és kiemelte a biszexualitást, ezt csak közeli barátai láthatták. A hivatalos kiadásból eltávolították ezt a részt.
Később, egy 1929-ben írt levelében így írt: "Nagyjából négy férfi volt az életemben, akire azt mondhatom, hogy szerettem... Nevezz buzinak ha akarsz, de én nem érzek hasonlót nők iránt. Bármely nőt le lehet cserélni néhány napon belül." Bár néhány más tette és kijelentése ellentmond ennek, pontosan jellemzi Pollittal folytatott kapcsolatát, és kalandjait különböző nőkkel kollégiumi évei alatt.

#### Névváltoztatás
A következő szavakkal magyarázza az új név szükségességét:
"Éveken át utáltam, ha Alick-nak szólítottak, részben, mert rosszul hangzik, részben, mert ezen a nevemen szólított anyám is. Az Edward szerintem nem talált hozzám, s becenevei, a Ted vagy Ned még annyira sem voltak hozzám illőek. Az Alexander túl hosszúnak tűnt. Egy könyvben olvastam, hogy a leginkább szerencsés név (ha valaki híres akar lenni) egy daktilusból és az azt követő spondeusból áll, mint amilyen a hexameter utolsó két verslába. Aleister Crowley teljesítette ezeket a kívánalmakat, s ráadásul az Aleister az Alexander gael formája. Ennek a felvétele végre beteljesíthette romantikus álmaimat. A gonosz hangzású A-L-E-I-S-T-E-R-t egy ismerősöm ajánlotta. Ezen okokért vettem fel ezt a nevet, de nem mondanám biztosra, hogy ez tett később híressé. Kétségkívül azzá váltam volna, bármilyen nevet is válasszak."

### A 20. század elején

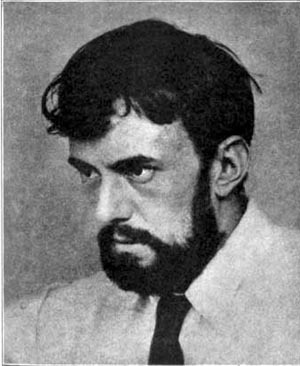
1901-ben, Ceylonban

A századfordulót követő éveket világ körüli utazással töltötte. Járt Mexikóban, az Egyesült Államokban, a Távol-Keleten, Indiában, Burmában, Ceylonban, Egyiptomban és Franciaországban.
Fiatal felnőttként került az Arany Hajnal hermetikus rendjébe, itt kezdett komolyabban foglalkozni okkultizmussal William Butler Yeats és Arthur Edward Waite segítségével, bár későbbi ellenségei is ők lettek. Crowley szerint Waite elbizakodott és unalmas ember volt, s ezt az álláspontját többször ki is fejtette a The Equinox című folyóiratában (ld. "Wisdom While You Waite" című írását).
S. L. MacGregor Mathers, az Arany Hajnal vezetője a nyugati mágiába vezette be. Néhány évtizeddel kilépése után Mathers egy nyilvánosan bemutatott rítus szerzői joga miatt beperelte Crowleyt.
Egyik művében, a Moonchild-ban Matherst mint főgonoszt jeleníti meg, SRMD névvel, mely Mathers "mágikus nevének" rövidítése. Arthur E. Waite is megjelenik e műben mint Arthwaite (ugyancsak a gonosz oldalon), míg Bennettet a csendes, szerzetesi életet élő Mahathera Phang személyesíti meg.
Az Arany Hajnal 1900-as szakadásakor már elvesztette bizalmát tanítója (Mathers) képességeiben, ám hivatalosan egészen 1904-ig a szervezet tagja maradt.
A szakadás után nem sokkal (még abban az évben) Mexikóba utazott, ott folytatva okkult tanulmányait, elszigetelten a világtól. Itt megismerkedett egy öreg mágussal, akinek a vezetésével néhány hét alatt végighaladt egy helyi mágikus titkos társaság számtalan beavatási fokozatán.
Írásaiból az derül ki, hogy ebben az időben fedezte fel a Abrahadabra varázsszót. A Mexikóban eltöltött ideje alatt megmászta a Popocatépetl tűzhányót is.
Ceylonban meglátogatta mesterét, Allan Bennettet (1872–1923), az Arany Hajnal hermetikus rendjének tagját, akiből buddhista szerzetes lett. Visszaemlékezéseiben azt írja, hogy egy alkalommal, amikor váratlanul kereste fel Bennettet a kolostorban, a mestere mély meditációban a padló fölött lebegett.
Hosszú hónapokat töltött el Ceylonban, s Bennett irányításával elsajátította a buddhista meditációs technikákat  és a jóga minden megtanulható elemét.
A rádzsa-jóga tanulmányozása és intenzív művelése után, 1901 októberében bejelentette, hogy elérte dhjána állapotát, mely a jógában a hetedik lépcső. (Magick (Liber ABA) című könyvében részletesen tárgyalja a témát). Berashith című esszéjében (a Teremtés könyvének első szava (héberül) adja a címet) a meditációt (az elme egyetlen tárgyra való irányítását) jelölte meg, mint a célok elérésére legalkalmasabb eszközt. Az esszében a rituális mágiát a következőként jellemzi: egy módszer, mely segítségével erősíthető az akarat, és amely képes ezt az akaratot egyetlen tárgyra összpontosítani. Science and Matter című 1903-ban íródott esszéjében empirikus úton magyarázta a buddhizmust, ahogyan később a mágiát is.

### 1904 és a rákövetkező évek

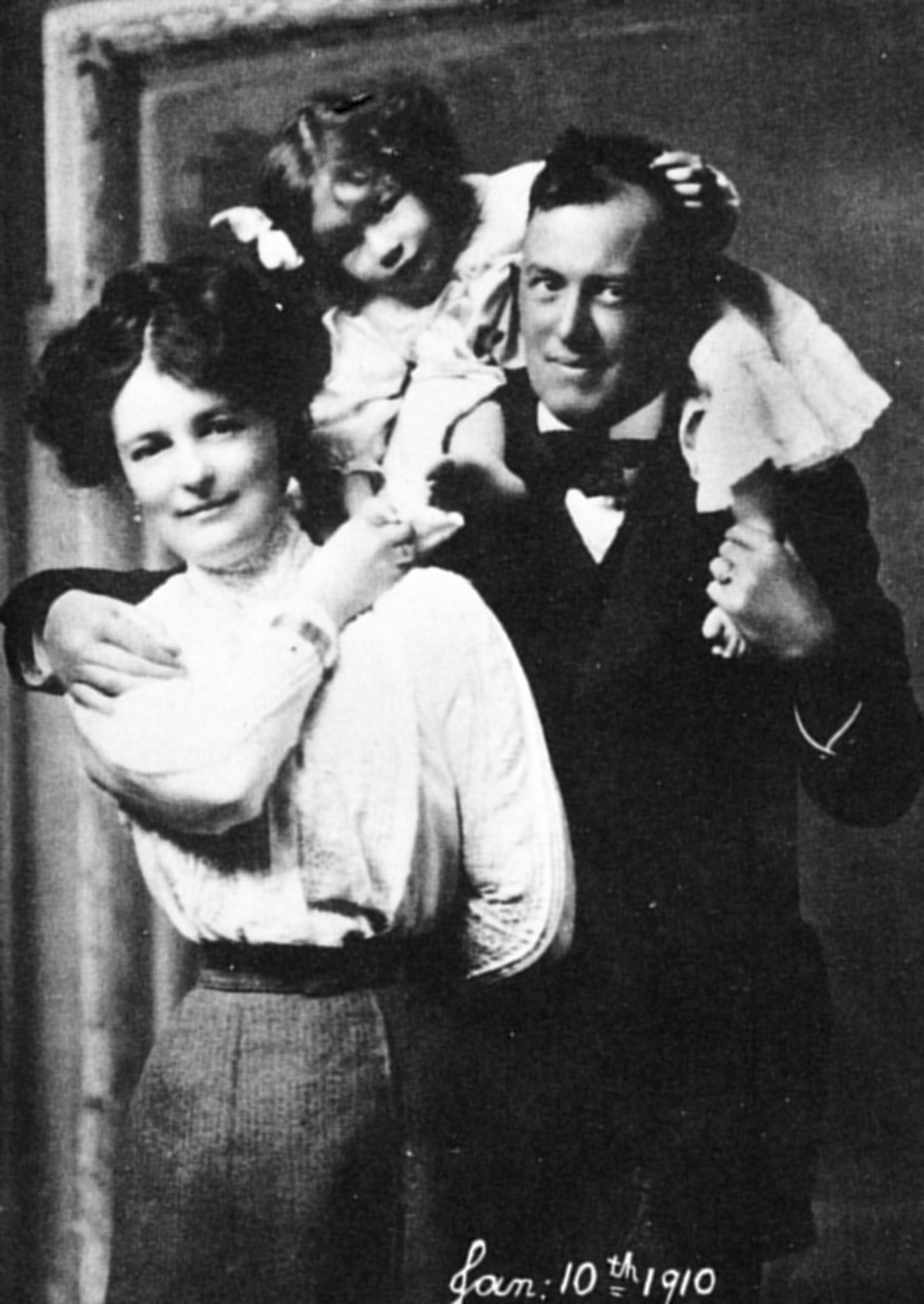
Crowley a családjával 1909-ben

1903-ban megnősült és egyiptomi útjuk során Kairóban, 1904-ben, megvilágosító tapasztalatban volt része, melynek hatására megalapította a
Thelema néven ismertté vált okkult filozófiát. Felesége szokatlanul kezdett viselkedni, s Aleister arra a következtetésre jutott, hogy egy természetfeletti szellem lépett kapcsolatba vele. Felesége utasításait követve március 20-án megidézte Hórusz egyiptomi istent, s saját szavaival: "nagy sikerrel" járt. Hórusz elmondta neki, hogy az emberiség egy új eonba lépett, melynek Crowley a prófétája. Rose további információkkal is ellátta, főként arról, hogy nemsokára újabb látomása lesz. Április 8-án és az azt követő két nap egy hang lediktálta neki a Liber AL vel Legis, ismertebb nevén A Törvény Könyvének szövegét. A hang Aiwass-nak mondta magát, "Hoor-paar-kraat (Horus) isten papja", s választott írnokát, "a Vadállat herceg-papjának" nevezte.
A könyv egyes részei olyan numerikus kódban íródtak, melyet maga Crowley sem tudott megfejteni. A thelemikus filozófia ezt azzal a figyelmeztetéssel magyarázza, melyet a titokzatos hangtól hallott, s mely szerint a kód megfejtése veszélyes ostobaság.[forrás?] A később megírt The Law is for All című könyvében kifejezte aggodalmát, hogy a Thelema ugyanolyan dogmatikus vallássá válik, mint a kereszténység, ezért megtiltotta a kód bárminemű értelmezését. Bár az ősi istenek újabb felemelkedését már 1904-ben meghirdette a szűk mágikus elit köreiben, neki magának is további öt évre volt szüksége, hogy megértse és elfogadja "A Törvény Könyvének" tanait.
Első lányuk, az 1904-ben született Nicole Ma Ahathoor Hecate Sappho Jezebel Lilith Crowley 1906-ban meghalt. Második lányuk, Lola Zaza 1906 nyarán született, s Crowley előkészített egy különleges hálaadó és védő rítust. Ez volt az első szertartás, melyet Abramelin (The Book of the Sacred Magic of Abramelin the Mage művében tárgyalja ezt a mágikus hagyományt) rítusainak felhasználásával végrehajtott. A The Equinox első számában megjelent egy esszéje, melyben leírja, miért is használta épp Abramelin rendszerét:
- Mert ez a rendszer egyszerű és hatásos.
- Mivel minden elgondolás a világ természetéről abszurd, ezért érdemes egy nyilvánvalóan abszurd nyelvet használni, a megfelelő mentális állapot miatt.
- Mert egy gyerek is képes megérteni.

### Argenteum Astrum és Ordo Templi Orientis

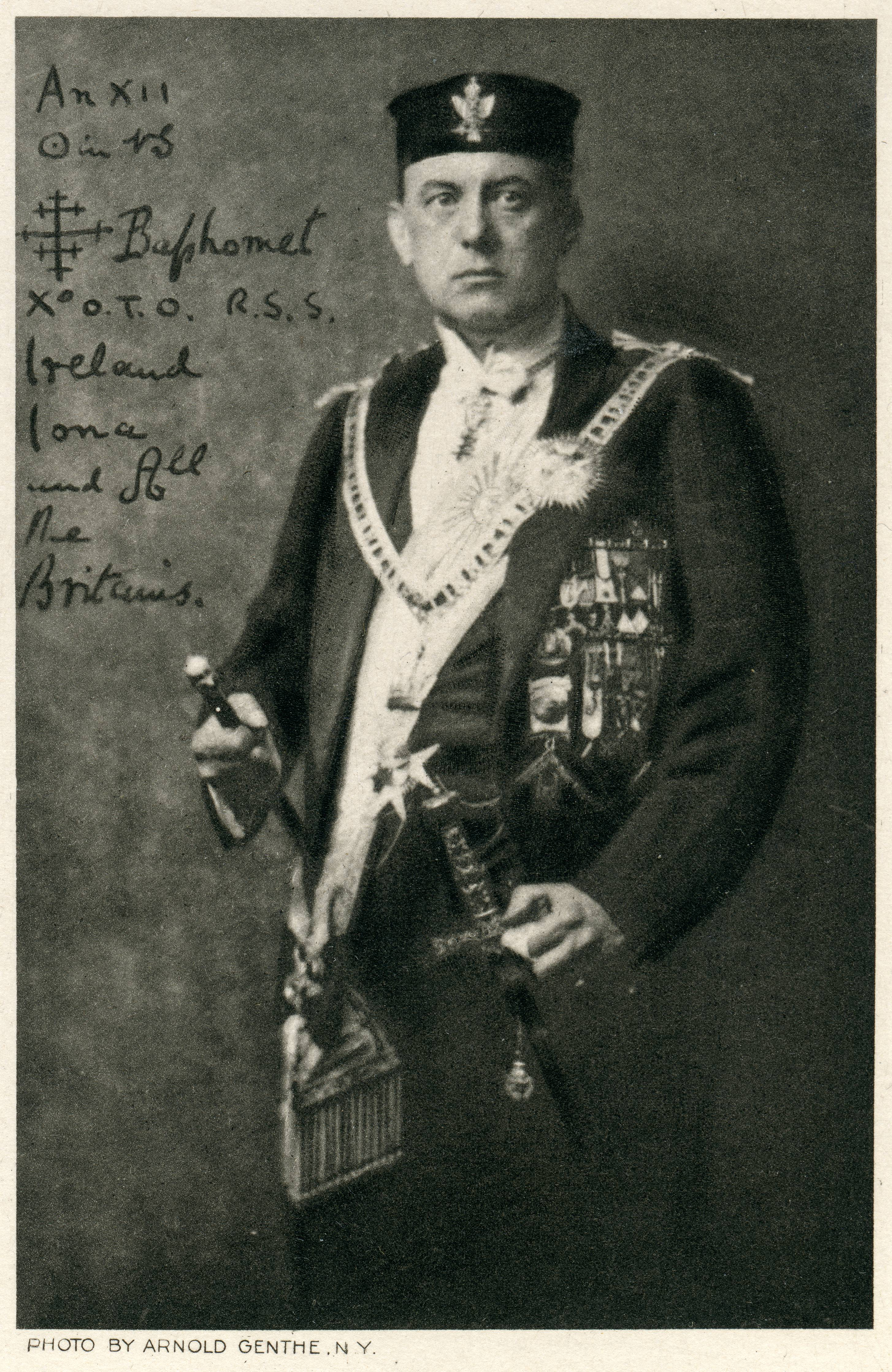
Crowley mint Baphomet X° (O.T.O.)

Érdeklődése 1907-ben éledt fel újra a titkos társaságok iránt. Megalapította az Argenteum Astrumot (A∴A∴ – Ezüst Csillag), s ezen kívül megalkotta a Thelema Szent Könyveit.
Az új rendet a széthulló Arany Hajnal rendszerére alapozva indította, átvéve a beavatási rendet és a rangok jelentős részét. A thelemikus filozófiát alkalmazza, jelmondatai is onnan származnak (ld. a Thelema fejezetet), nagy hangsúlyt fektet az egyénre. Miután Crowley 1910-ben belépett az O.T.O.-ba a két szervezet nagyon közle került egymáshoz, főként filozófiai értelemben, mivel a Thelema tanításait az O.T.O. is beépítette saját rendszerébe. Az A∴A∴ ugyanakkor az O.T.O. szabadkőműves hagyományaiból vett át néhányat, főként a rangokat illetően.
Crowley 1912-ben előlépett az O.T.O. angliai ágának vezetőjévé, mely a Mysteria Mystica Maxima nevet kapta. Ezt a címét egészen haláláig viselte, ahogyan az A∴A∴ Ipsissimus 10°=1□ rangját is (mely a legmagasabb elérhető).
A Rites of Eleusis nevezetű drámai rítussorozatot 1910-ben nyilvánosan bemutatták, érdeklődést és ellenszenvet váltva ki sokakból.[forrás?]

### Neuburggal
Victor Neuburg, akivel Crowley 1907 februárjában találkozott, a szexuális partnere és legközelebbi tanítványa lett. 1908-ban a pár bejárta Észak-Spanyolországot, majd Észak-Afrikában kóboroltak. Egyik legtöbbször idézett vállalkozásuk 1909 végén, az algériai sivatagban történt, amikor a John Dee-féle énóki mágia és a klasszikus grimoárok segítségével idéztek meg egy hatalmas démont. A felrajzolt mágikus körben Crowley a démon számára fenntartott helyet foglalta el, amelynek egyes okkultista szerzők szerint az lett a következménye, hogy élete végéig megszállva tartotta a megidézett lény. Crowley persze úgy vélte, hogy az ő mágikus ereje nagyobb bármilyen démon hatalmánál.
Miután feleségétől már 1909-ben elvált, Neuburggal élt együtt. 1914 elején Párizsban találjuk őket, ahol kábítószeres befolyásoltság mellett többek közt Merkúr és Iuppiter isteneket idézték meg. A rituálé részeként a pár együtt végezte el a szexuális mágiát, és időnként Walter Duranty brit újságíró is csatlakozott hozzájuk. Még ez évben Neuburg kezdett elhatárolódni tőle, aminek eredményeként Crowley megátkozta.

### Az Egyesült Államokban (1914–1919)
Nem sokkal az első világháború kitörése után az Egyesült Államokba utazott, és a háború végéig, pontosabban 1919-ig el sem mozdult onnan. Ideje nagy részét itt is az írás, a szex és különféle mágikus tevékenységek, valamint az O.T.O. amerikai ágának megszervezésére tett hiábavaló kísérletek töltötték ki. Mivel azonban öröklött vagyona már szinte teljesen elfogyott, pénzkereseti forrásként az újságírásnál kötött ki. Elsősorban a Fatherland című németbarát amerikai újság számára írt angolellenes cikkeket.

### A „Thelema Kolostora”

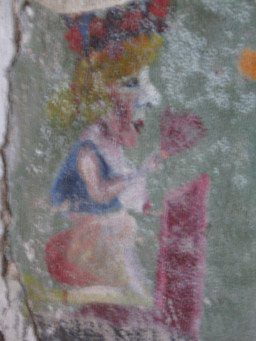
A „Thelema Kolostorának” egy még kivehető freskója

Leah Hirsig közreműködésével 1920-ban megalapította a szicíliai Cefalùban a Thelema mágikus központját, vagy ahogy ő nevezte: Thelema Kolostorát. A nevet Rabelais Gargantua című szatírájából vette, ahol a Thelema Kolostora a keresztény kolostorok ellenpéldájaként szerepel, ahol a lakók "nem szabályok és törvények szerint élnek, hanem saját szabad akaratuk és kedvtelésük szerint." Az épület belső falait is Crowley obszcén freskói díszítették.
Ez az utópisztikus kis közösség részben az általa elképzelt tökéletes társadalom modellje volt, másrészt mágikus iskola, "Collegium ad Spiritum Sanctum" (a Szent Lélek Kollégiuma) megnevezés alatt. A tanulmányok megegyeztek az A∴A∴ tanaival, ezen kívül magukban foglalták még a napi Nap-tiszteletet, Crowley írásainak tanulmányozását, a rendszeres jóga és mágikus gyakorlatokat és a házimunkát. A közösség célja az volt, hogy az egyének a „Nagy Mű”-nek szenteljék magukat, hogy felfedezzék és kinyilvánítsák „Igaz Akaratukat”.
Egy idő után különféle szörnyű és hátborzongató történetek kezdtek keringeni a Thelemáról, amelyek fokozatosan helyet kaptak a sajtóban is. Ekkor kapta Crowley „a világ leggonoszabb embere” megtisztelő címet a John Bull magazin egyik újságírójától.
Mussolini fasiszta kormánya 1923 áprilisának végén kiutasította Crowleyt az országból, s ezzel együtt a „Kolostor” is felbomlott.

### A Kolostor után
1924 februárjában meglátogatta Gurdjieff Harmonikus emberi fejlődés intézetét. Ekkor még nem találkozott az alapítóval, csak később egy második látogatás alkalmával. A találkozás pontos eredménye tisztázatlan, egyesek szerint Gurdjieff durván elutasította, míg Sutin szkeptikus e témában. Utóbbit alátámasztja még C.S. Nott (Gurdjieff tanítványa) vallomása is, miszerint Crowley valóban sötét figura volt, s mestere nem nézte jó szemmel jelenlétét, ám semmiféle nyílt ellenségeskedés nem volt közöttük.
1929. augusztus 16-án újra megnősült, ezúttal Maria de Miramart (nicaraguai) vette el lipcsei tartózkodása alatt. Már 1930-ban különváltak, bár a hivatalos válásra sosem került sor. Közben a hatóságok kitoloncolták Franciaországból is, nem szerették a hírnevét, és attól tartottak, hogy német ügynök.
Lisszabonban Fernando Pessoa segítségével 1930 szeptemberében megrendezte saját halálát az Estoril közeli Boca de Inferno-nál. Valójában azonban elhagyta az országot, három héttel később újra a nyilvánosság elé állva egy berlini kiállításon.
Miután a Nina Hamnett ellen folytatott becsületsértési eljárást (mert Hamnett fekete mágusnak nevezte Laughing Torso című, 1932-ben kiadott könyvében) elvesztette, csődbe jutott. Az esküdtekhez szólva a bíró a következőket mondta:
"Több mint negyven éve dolgozom valamilyen hivatalban a igazság védelmében. Azt hittem, már minden formáját ismerem a gonoszságnak. Azt hittem, hogy mindent, ami gonosz és megátalkodott hallottam már a bíróságon. Ebben az esetben azonban rá kellett jönnöm, hogy az ember mindig tanulhat valamit, ha elég sokáig él. Soha nem hallottam még ilyen ijesztő, szentségtörő és gyalázatos dolgot, mint amit ez az ember összehordott, s aki a legnagyobb élő költőnek nevezi magát." 
Az ítélethirdetés napján egy Patricia "Deirdre" MacAlpine nevezetű nő felkereste, felajánlva, hogy gyereket szül neki, akit Aleister Atatürknek nevezett el. Nem volt semmiféle érdeklődése az okkult vagy bármilyen mágikus gyakorlat irányában, s a gyerek megszületése után csak nagyon ritkán találkoztak.
A második világháború alatt Ian Fleming készített egy tervet, mely szerint Rudolf Hess náci tisztet Crowley segítségével próbálták volna tőrbe csalni (arra a feltételezésre alapozva, hogy a nácik érdekeltek az okkultban). A kormány megszakíttatta a tervet, mikor Hess Bonnyton Moor mellett repülőgép balesetet szenvedett, s fogságba esett. Ekkor Flemming azt tanácsolta, hogy használják Crowleyt, hogy kideríthessék mennyire érdekeltek a náci vezetők az okkultban, s hogy ezt fel lehetne-e használni ellenük, ám felettesei elutasították az ötletet.

### Halála
Aleister Crowley a Netherwood szállóban (Hastings) halt meg 1947. december 1-jén, 72 évesen. Lawrence Sutin életrajzíró szerint a halál oka légúti megbetegedés. Emellett drogfüggő volt, mivel orvosa morfiumot írt fel heveny asztmájára és hörghurutjára, még évekkel korábban. Orvosa 24 órával Crowley halála után hunyt el, több újság szerint Crowley megátkozta az orvost, mert az megtagadta tőle a további morfiumadagokat. Patricia "Deirdre" MacAlpine elmondása szerint Aleister halálának pillanatában erős szél kerekedett és mennydörgés rázta meg az eget.[forrás?]
Brightonban elhamvasztották, majd eltemették, ám temetése sem maradt – hasonlóan életéhez – ellentmondásmentes. A temetési szertartás alatt egyik saját művét – Himnusz Pánhoz – is felolvasták, s az újságok ezt "fekete miseként" értelmezték, ellenérzéseket váltva ki sokakból.

## Thelema
Az 1900-as évek elején alakította ki a Thelema nevű metafizikai és okkult filozófiát és hátralevő életében ennek finomításán dolgozott. Írásainak sokfélesége bizonyítja, hogy ő maga sem tudta egységesen meghatározni a Thelemát. Nevezhető okkult filozófiának, vallásnak, humanista pozitivizmusnak vagy akár egy elitista teljesítményelvű rendszernek.
Központi gondolata Rabelais "szuverén akaratából" származik, melyet a következőképp fogalmazott meg: "Tégy amit akarsz, ennyi a Törvény". Azonban ez az akarat Crowley értelmezésében nem pusztán az egyén egyszerű vágyait és kívánságait tükrözi, annál több, magában foglalja az egyén sorsát, egy magasabb akaratot is. Ezért nevezi Igazi Akaratnak, ezáltal nem pusztán hedonizmus a cél, hanem az egyéni sors beteljesítése is e törvény szerint.
A Thelema másik fontos tétele: "Szeretet a törvény, szeretet az akarat irányításában." – s itt a Szeretet éppoly összetett fogalom, mint a fentebb említett akarat. Erős a szexuális töltése, a Thelema rendszerében (akárcsak az Arany Hajnal rendszerében) a két nem közötti ellentét alapvető eleme az emberi létezésnek, s így a szexuális mágia jelentős részét képezi a Thelemikus mágiának. Ám a Szeretetnek más jelentése is van, általa (pontosabban az Ellentétek Egyesülése által) látta megvalósulni az elme megvilágosodását.

## Tudomány, mágia és szexualitás

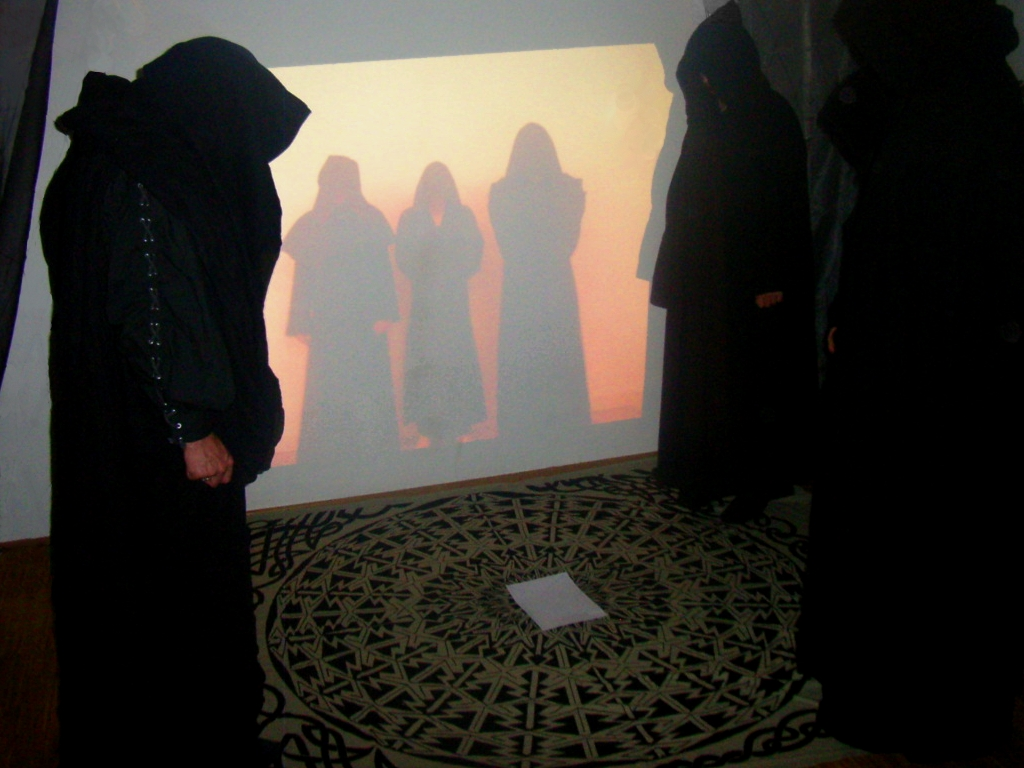
Káosz Mágia rituálé

A tudományos módszerrel tanulmányozta azokat a jelenségeket, melyeket a köznép "spirituális tapasztalatnak" nevezett. Jelszava: "a tudomány módszere, a vallás célja" (a The Equinox című magazinban). Ezalatt azt értette, hogy a vallásos (hiten alapuló) tapasztalatokat nem szabad tényként kezelni, tudományos (empirikus) úton kell megvizsgálni és elemezni, s ezáltal eljutni a mögöttük rejlő okkult vagy pszichológiai valósághoz. Feltételezte tehát, hogy az okkult empirikusan vizsgálható és megérthető, mindössze ki kell dolgozni a megfelelő rendszert hozzá.
"Ebben a tekintetben nagyon határozottan próbáltam bizonyítani, hogy a szellemi/lelki fejlődés nem vallásos vagy etikai törvényektől függ, éppolyan, mint bármely tudomány. A mágia éppúgy felfedi titkait a hitetlennek vagy különcnek mint az okkultistának, hisz egy új orchidea-faj felfedezéséhez sem szükséges valakinek egyházi kurátornak lennie. Természetesen vannak erények, melyek szükségesek, hogy sikeres Mágussá váljon valaki, de ezek egyazon kategóriába esnek azon erényekkel, melyek valakit jó kémikussá tesznek."
A tudományos módszer mellett a szexualitás is fontos része Crowley tanításainak. Mágikus és beavatási rendszerének legbenső rétegei tartalmaznak egy sor tanítást a szexuális mágiát illetően. A szexről vallott elvei saját korában nagyon meghökkentőek voltak, verseinek és értekezéseinek egy része a pogány képvilágot erőteljes szexualitással (homo- és heteroszexuális is előfordul) ötvözi, meglepő szókimondással. "White Stains" című versgyűjteménye (1898, Amszterdam) kifejezetten szexuális témákkal foglalkozik. Botrányos – saját idejében legalábbis – szókimondása miatt a brit vámon nem engedték át műveit.
A szexuális mágia elsősorban az aktust – pontosabban az aktus közben felszabaduló energiákra – a középpontba, annak energiáját összpontosítva kíván elérni valamilyen hatást a külvilágban. Allen Greenfield szerint Crowley-t Paschal Beverly Randolph (amerikai abolicionista, spiritualista médium és író) inspirálta, aki 1874-ben azt írta, hogy az orgazmus a legmegfelelőbb pillanat az ima elmondására (hogy megtörténjen valami).
Crowley gyakran vezetett be új fogalmakat az okkult nyelvezetbe. Példaként a szellemidézés (angolul: theurgy) helyett "fenséges mágia" ("high magic") és a "csodatétel" (angolul: thaumaturgy) helyett "közönséges mágia" ("low magic"). Két – a Thelema szempontjából fontos – könyvében (A Törvény Könyve és The Vision of the Voice) az ősi "Abrakadabra" varázsszót "Abrahadabra"ként írta, utóbbit nevezve az új eon mágikus formulájának.
Tanítványait arra tanította, hogy legyenek tökéletesen urai mentális és viselkedési szokásaiknak, annyira, képesek legyenek politikai nézetet vagy éppen személyiséget váltani saját akaratuk szerint. A beszédkontroll terén is hasonlót tanított: válasszanak ki egy gyakran használt első személyű szót és kerüljék használatát egy hétig. Ha mágis használnák a szót, vágják meg magukat egy késsel, emlékeztetőül, így fejlesztve a szókincset és a kreativitást. Ezen tanításaival Crowley nagy hatást gyakorolt a XX. század második felében kialakult Káosz Mágiára, mely átvette és továbbfejlesztette a "megosztott én" (nem szkizofrénia) fogalmát és a "hit váltás" gondolatát.

## Sakk
Hatéves korától könyvekből tanult sakkozni, először az Eastbourne College (1892-ben járt oda) csapatában kezdett versenyezni. Beszámolók szerint azonnal tehetségesnek bizonyult, legyőzve a helyi bajnokot. Később szerkesztette az Eastbourne Gazette sakk-részlegét.
Cambridgeben sem hagyta abba a sakkozást, csatlakozott az ottani sakk klubhoz, ahol első évében sikerült legyőznie az elnököt és tovább is szeretett volna lépni az országos bajnokság felé (napi két órát gyakorolt): " Az egyetlen komoly világi vágyam az volt, hogy a sakk világbajnoka lehessek." Írásaiból kiderül, hogy ő is és támogatói is bíztak benne, hogy elérheti célját:
"Néha sikerült legyőznöm Blackburne-t egy-egy hosszabb sorozatban. Általában megvert a Szicíliai védelemben. Egy játszmában az egyetlen esélyem egy bástya feláldozása volt, amivel sikerült megnyernem a játszmát. Emlékszem, az öreg mester átjött az én oldalamra, rám meresztette alkoholista szemeit, s csak ennyit mondott: 'Helló... úgy látom Morphy újra ellátogathat a városba.' Nem vagyok annyira ostoba, hogy azt higgyem, nem lett volna képes megverni, még a briliáns húzásom ellenére is. Úgy vélem, annyira nagyvonalú volt, hogy hagyott nyerni, hogy bátorítson egy ígéretes kezdőt.
Gyakran legyőztem Bird-t kölyökkoromban, s amikor felkerültem Cambridgebe, azonnal nekifogtam a játék jobb megismerésének. Második évemben már én voltam az egyetemi klub elnöke. A klubon kívül is csak Atkins volt jobb nálam. Sakkozói karrierem vége után egyszer játszottam a skót bajnokkal... laposra vertem. Azelőtt napi két órát tanultam s ennél jóval többet játszottam másokkal (gyakorlásként). Biztos voltam benne, hogy néhány év múlva én is bajnok lehetnék."
Egy berlini sakk konferencia után, 22 évesen adta fel sakkozói karrierjét:
"Alig léptem be a terembe, ahol a mesterek játszottak, mikor valami misztikus tapasztalat kerített hatalmába. Úgy tűnt, mintha saját testemen kívülről figyelném az eseményeket. Látta a mestereket - egy, rendetlen és rongyos; egy másik, méreteihez alig illó selejtes kabátban; a harmadik inkább paródiája az emberiségnek... és így tovább. Ezek voltak azok az emberek, akiknek soraiba én felvételt szerettem volna nyerni. [...] Akkor és ott megfogadtam, hogy soha többé nem játszok egyetlen rangos mérkőzést sem. Természetfeletti örömmel állapítottam meg magamban, hogy én nem azért szálltam e világra, hogy sakk játékos legyek."

## Hegymászás

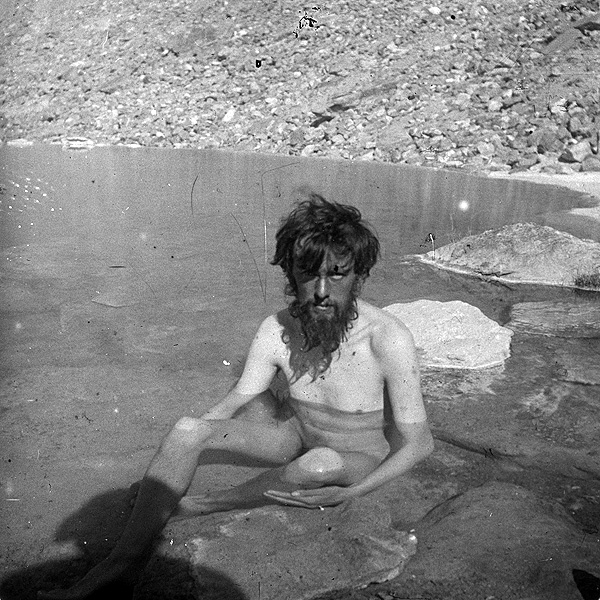
1902-ben a K2-csapat tagjaként

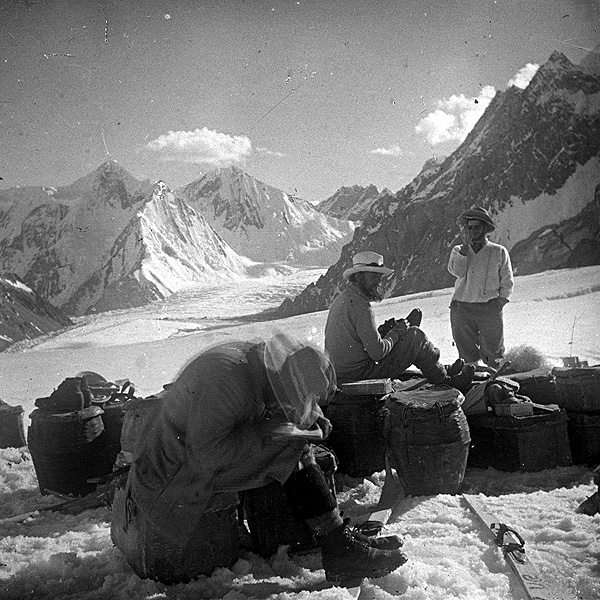
A K2 bázistáborában. Crowley középen (1902)

A hegymászás megszállottja volt, de nem csak szórakozásként űzte, krónikus asztmája miatt is szüksége volt a magaslati levegőre. Cumberland Fells és Beachy Head megmászásával gyakorolt, később gyakran járt el az Alpokba vagy a berni felvidékre.
Oscar Eckenstein vezetésével 1902-ben megkísérelte megmászni a K2-t (Pakisztán). A csapathoz tartozott még Guy Knowles, H. Pfannl, V. Wesseley és dr. Jules Jacot-Guillarmod. Június 8-án megpróbáltak feljutni a csúcsra, ám nyolc nap után az időjárási körülmények miatt kénytelenek voltak visszafordulni. Bár Crowley megtalálta a helyes utat a csúcshoz (melyet használtak később 1938-ban, '52-ben és végül '54-ben olasz hegymászok ezen az úton sikeresen feljutottak), ám később már nem tért vissza, hogy meghódíthassa a csúcsot.
Három évvel később, 1905 májusában, korábbi hegymászótársa, dr. Guillarmod felkérte, hogy kísérje el az első expedícióra a Kancsendzönga csúcshoz, Nepálba (a Föld harmadik legmagasabb hegye). Crowley a expedíció megszervezésével volt megbízva, ezért Dardzsilingba utazott, míg Guillarmod a személyzetet gyűjtötte össze. Július 31-n összegyűlt a csapat, kiegészülve két angollal, Charles-Adolphe Reymonddal és Alexis Pacheval, és egy helybélivel, Alcesti C. Rigo de Righi, aki a szállításokat intézte. Augusztus 8-án hagyták el Dardzsilinget és a Singalila gerincen keresztül közelítették meg a Kancsendzöngát. Chanbanjongnál utolérték a július 25-26-án előreküldött csoportokat, akik ételt és felszereléseket vittek számukra. Nagyjából 7500 méter magasra jutottak fel, de egy lavina, mely négy hordárt megölt, visszafordulásra kényszerítette a csapatot.

## Életének ellentmondásai
Crowley egyik életrajzírója, Lon Milo Duquette 1993-ban kiadott művében (The Magick of Aleister Crowley) a következőket írja:
"Sok művét alkotta tudatosan meg úgy, hogy azok feltűnést (is) keltsenek. Ezáltal biztosította, hogy műveit megbecsüljék, azok akik értenek hozzá, s ugyanakkor évekkel halála után is keresett könyvek legyenek, melyek felkeltik az olvasók érdeklődését (legyenek bár támogatói vagy ellenzői). Soha nem hajtott végre emberáldozatot, s nem is bátorított senkit erre. Ám gyakran gyenge ítélőképessége csapdájába esett. Mint mindnyájunknak, Crowleynak is számtalan hibája volt. A legnagyobb, szerintem, hogy képtelen volt megérteni, hogy a körülötte élők többsége nem volt annyira intelligens és kulturált egyén mint ő. Már legelső munkáiból is kilátszik, hogy megvetette azokat, nem voltak képesek megérteni őt, s ördögi kéjjel riogatta őket."
Sok művében mindössze burkoltan utalt a szexuális mágia eszközeire, rémítő szavakat használva a puritán brit világ által tabunak ítélt kifejezések helyett: "vér" (ondó), "halál" (extázis) és "ölj" (orgazmus). Annyi bizonyosnak tűnik, hogy Crowley nagyon is beteges humorral rendelkezett. A Törvény Könyvéhez írt New Comment-ben a következőket írja: "a 666-os számú, a Vadállat azt tanácsolta, hogy minden gyermek már ifjúkorától kezdve meg kell ismertetni a szexualitás minden formájával, amint a szülés folyamatával is, hogy hamis és misztikus ostobaságok el ne ködösítsék ifjú elméiket... Az udvariasság eddig megakadályozott minden közvetlen utalást a szexre, s épp ezért, amint Sigmund Freud is kimutatta, minden gondolatunk, mozdulatunk, tudatos és tudattalan tettünk – ebből az elfojtásból eredően – közvetett módon arra utal." És valóban, Steven Marcus pszichológus szerint a viktoriánus Angliában főként a férfiak között nagyon elterjedt volt a rejtett szexuális fetisizmus. Ilyen és hasonló idézeteket nagyon gyakran vetettek fel ellene, erkölcstelenséggel, gyermekek megrontásával és néha emberáldozattal (vagy arra való biztatással) vádolva őt. A szövegkörnyezetből kiragadott részletek nagyon is alkalmasak erre, ám a teljes szövegkörnyezet ismeretében világossá válik, hogy Crowley nem hirdette ezeket.

### Drogok
Élete során gyakran használt drogokat, több okból is. Folyamatos és pontos feljegyzései tudósítanak rendszeres kísérleteiről, melyeket laudanum, ópium, kokain, hasis, alkohol, éter, meszkalin és heroin felhasználásával végzett. Sokak szerint mentora, Allan Bennett vezette be őt a drogok mágikus felhasználásába. A Kairóban, Aiwaztól kapott látomások esetében is folyamatosan használt különböző drogokat és azok keverékeit. Az 1920-as években, míg Párizsban volt tudattágító szerekkel is kísérletezett, főként a pejotl nevezetű (többek között meszkalint is tartalmazó) kaktusz kivonataival.
Ugyanakkor nem pusztán kísérleti céllal használt drogokat, s végeredményben nem is azok következtében vált függővé. Londoni orvosa morfiumot írt fel neki erős asztmája kezelésére, s Crowley emiatt vált függővé. Egész életében heroinfüggő maradt, haláláig.

### Rasszizmus
Lawrence Sutin szerint a "bigottság mindig is része volt Crowley írásainak." A bevezetőben ezt írja róla: "romlott viktoriánus ivadék, aki örökölte korának legtöbb szociális, rasszista és szexista előítéletét." Ennek ellenére, sok korabeli nyugati értelmiségihez hasonlóan érdeklődött a színes bőrűek iránt.
Támogatta a kínaiak elleni erőszak használatát, főként az alsóbb osztályok képviselőivel szemben. Emellett még "niggernek" nevezett olaszokat és indiaiakat, például az indiai teozófust, Dzsiddu Krisnamúrtit.
Műveiben is megjelenő antiszemitizmusa elég nyugtalanító volt ahhoz, hogy a későbbi, Israel Regardie által szerkesztett kiadásokból eltávolították ennek megnyilvánulásait. Egy későbbi 1975-ös könyvében Regardie a következőket írta: "Eltávolítottam ... Crowley eredeti bevezetőjét. Gonosz és rosszindulatú írás, ami egyéltalán nem illik a rendszerhez, mellyel foglalkozik" (a Kabbala). Az eltávolított írás a Sepher Sephiroth-hoz írott eredeti bevezető, mely 1911-ben íródott. Ebben az évben vádolták meg Kijevben Menahem Mendel Beilist rituális kannibalizmussal. Az előszóban Crowley nyíltan kijelentette: ő hiszi, hogy a zsidók emberi vért áldoznak és fogyasztanak szertartásaik alatt. Ezt egy későbbi könyvében a Book Four-ban is megismételte, itt a rituális gyermek áldozásról írt.
A zsidók alsóbbrendűségére alapozva felveti a kérdést, hogy miként hozhat létre egy "egészen barbár nép, melyből hiányzik minden spirituális érték s még talpig politeista is", egy olyan értékes művet, mint a Kabbala.
Rasszizmusa ellenére tanulmányozott és értékesnek tartott több mágikus hagyományt, melyet az általa támadott etnikai csoportok hoztak létre (jóga, Kabbala, boszorkányság, I Ching). Emellett még a The Confessions of Aleister Crowley című könyvében (akárcsak a Lawrence Sutin által is felhasznált személyes naplójában) megemlít emlékeket, melyek szerint egyik korábbi életében Ko Hsuan kínai taoista író volt, míg egy másikban ázsiai mesterek gyűlésén vett részt. Vallomásaiban azt is kifejti, hogy szerinte miért gonoszak a zsidók:
"Nem hiszem, hogy nyilvánvaló alávalóságuk oka vérükben keresendő, sokkal inkább a szomszéd népek ellenségességében. Semmilyen más nép nem mutathat fel jobb emberi egyedeket. Ez a faj meg van áldva képzelőerővel, romantikával, becsülettel és emberséggel. A környező népek azonban oly kitartóan üldözték őket, hogy legalávalóbb tulajdonságaik váltak dominánssá: kapzsiság, szolgalelkűség, idegengyűlölet és minden más. A mai napig gyűlölik őket a többi népek, s ez csak erősíti bennük ezeket a tulajdonságokat, tovább tüzelve a gyűlöletet."
Személyes véleményével ellentétben áll filozófiai és mágikus megközelítése. A Törvény Könyve egyik legfontosabb kijelentse: "Minden férfi és minden nő egy csillag." (I:3). A thelemita filozófia szempontjából az emberek fajok vagy osztályok szerinti elkülönítése hiba, az embereket kizárólag egyéniségekként szabad értelmezni. Ugyanakkor azt is kijelentette, hogy a mágia tanoncai mindenfajta faji megkülönböztetés felett állnak.

### Szexizmus
"Crowley osztozott a viktoriánus előítéletben, miszerint a nők másodlagos emberi lények értelem és érzelem szempontjából is." Ugyanakkor szerinte a nők nagyon el voltak nyomva a férfiak és a törvény által is. Az abortuszt a gyilkosságnál is rosszabbnak tartotta, hisz nem pusztán egy gyermek megölése, de ugyanakkor a nő lelki világának súlyos megsértése is. Érdemes megjegyezni, hogy a nő alapvető természetét a gyermeknevelésben állapította meg, mindössze néhány különleges esetben tartotta lehetségesnek, hogy más is fontos lehessen számukra. A legtöbb nőt még arra sem tartotta méltónak, hogy egyénnek nevezze őket, úgy vélte mindössze az ösztöneik irányítják őket. A nőkről alkotott elképzeléseivel saját korának felfogását tükrözte.
Ugyanakkor, akárcsak rasszizmusa esetében, ez a megkülönböztetés csak az átlagnőre vonatkozik. A thelemikus filozófia értelmében a férfi és a nő kiegészítik egymást, egyesülésük mágikus erőket szabadíthat fel (ehhez persze szükséges, hogy a férfi és a nő is beavatott legyen). A Törvény Könyve is tartalmaz egy részt, mely az igazi nő képét mutatja be: "itt áll a nő, karddal felövezve; ő jelképezi a Vörös Hölgyet az új Kor hierarchiájában. Ő jelképezi Vénuszt az új korban; immár nem puszta eszköze férfi párjának, hanem felfegyverzett és egyenrangú párja annak."

## Írásai
Az alább felsorolt könyvek, novellák, verseskötetek és színpadi művek mellett a The Equinox című folyóiratot is ő tartotta fenn.

### Legfontosabb könyvei
- Liber AL vel Legis – A Törvény Könyve
- Magick (Book 4)
- The Book of Lies
- The Vision and the Voice
- 777 and other Qabalistic writings
- The Confessions of Aleister Crowley
- Magick Without Tears
- Little Essays Toward Truth
- The Goetia: The Lesser Key of Solomon the King (az eredeti szöveg fordítása)
- The General Principles of Astrology

### Novellái
- Moonchild
- The Scrutinies of Simon Iff
- Golden Twigs
- Diary of a Drug Fiend
- The Fish (befejezetlen)
- Simon Iff Abroad (kiadatlan)
- Simon Iff in America (kiadatlan)
- Simon Iff, Psychoanalyst (kiadatlan)
- The Stratagem and other Stories
- The Testament of Magdalen Blair

G. K. Chesterton szerint Crowley jó költő és író volt. A Himnusz Pánhoz az egyik legismertebb verse; színpadi darabjai közül három lett komoly siker:
"The Quest", "The Neophyte", és "The Rose and the Cross", megjelenik az 1917-es The Oxford Book of English Mystical Verse gyűjteményben.

### Verseskötetei
- White Stains (1898)
- Alice, an Adultery (1903)
- The Sword of Song (1904)
- The Star and the Garter (1904)
- Orpheus, a Lyrical Legend (két kötetes, 1905)
- Snowdrops From a Curate’s Garden (1904)
- Clouds without Water (1909)
- Amphora; Hymns to the Blessed Virgin Mary (1909)
- The Scented Garden of Abdullah the Satirist of Shiraz (1910)
- Aha! (1910)
- Ambergris: the Selected Poems of Aleister Crowley (1910)
- The Winged Beetle (1912)
- Olla, an Anthology of Sixty years of Song (1946, utolsó kiadott műve)

### Művek magyarul
- Master Therion: Thoth könyve. Értekezés az egyiptomi Tarotról he equinox vol. III., no. V.; ford. Ladányi Lóránd; Paradigma Könyvek, Miskolc, 1998
- A Törvény Könyve; ford. Kássa Lászlóné, Kássa László; Hermit, Miskolc, 2001
- Holdgyermek; ford. Fedina László, Fedina Lídia; Metropolis Media, Budapest, 2019 (Galaktika fantasztikus könyvek), ISBN 9789639866560
- Kisesszék az igazság felé / Nyolc előadás a yogáról; ford. Tóth András, Virág László; Persica, Budapest, 2021
- Egy szer-szerető feljegyzései; ford. Gera Sarolta; magánkiadás, Szege, 2022, ISBN 9786150166643
  - (Egy narkós naplója címen is)
- Liber al vel legis, avagy A Törvény könyve. Sub figurâ CCXX as delivered by XCIII=418 to DCLXVI; ford. Saddie LaMort; Tahuti Books, Budapest–Üröm, 2023
- Egy narkós naplója; ford. Szilasi Kinga; Fraternitas Mercurii Hermetis, Onga, 2024
  - (Egy szer-szerető feljegyzései címen is)
- A hasis pszichológiája; ford. Szilasi Kinga; Fraternitas Mercurii Hermetis, Onga, 2024